# Waldenburg, Zwickau
Waldenburg là một đô thị thuộc huyện Zwickau thuộc bang Sachsen, Đức.
Các phường:
- Waldenburg
- Dürrenuhlsdorf
- Franken
- Niederwinkel
- Oberwinkel
- Schlagwitz
- Schwaben